# Biokerosin
Biokerosin ist ein Luftfahrtkraftstoff, der auf Basis hydrierter Pflanzenöle wie Raps-, Palm- oder Jatrophaöl oder aus Algen hergestellt wird. Der regenerative Biokraftstoff soll dazu beitragen, das herkömmliche Kerosin auf Erdölbasis zu ersetzen, um den Verbrauch von Erdöl und den Ausstoß von Treibhausgasen zu reduzieren, um Energiewende im Verkehr und Klimaschutz zu forcieren. Das Präfix Bio- weist hier nicht auf eine Herkunft aus ökologischer Landwirtschaft hin, sondern auf den pflanzlichen (biologischen) Ursprung. 

## Entwicklung und Initiativen
Zu den Umweltauswirkungen des Luftverkehrs gehören klimaschädliche Treibhausgasemissionen. Im Jahr 2005 verursachte der Luftverkehr 733 Mt CO2. Damit verursachte der Luftverkehr ähnliche Mengen an Treibhausgasemissionen wie Südkorea oder Kanada. Berücksichtigt man weitere Klimaeffekte, zum Beispiel durch Ozonbildung, Kondensstreifen oder einen Einfluss auf Zirruswolken, war der Luftverkehr bis 2005 für 2–14 % des Strahlungsantriebs verantwortlich, der den gegenwärtigen Klimawandel bewirkt.
Die International Air Transport Association (IATA), der Verband der Fluggesellschaften, hatte sich 2007 das Ziel gesetzt, innerhalb von zehn Jahren etwa zehn Prozent seines Kraftstoffbedarfs durch Biokerosin zu decken. Die IATA repräsentiert über 230 Fluggesellschaften, deren Flüge über 90 % des weltweiten Flugaufkommens ausmachen. 2009 erweiterte die IATA ihre Ziele. Demnach sollen bis 2050 die CO2-Emissionen in der Luftfahrt um 50 % im Vergleich zu 2005 reduziert werden. Zusätzlich soll es ab 2020 eine industrieweite Obergrenze für CO2-Emissionen in der Luftfahrt geben. Der europäische Luftverkehr ist außerdem seit 2012 in den EU-Emissionshandel einbezogen, der Anreize zur Reduzierung von Treibhausgasemissionen setzt.
Mehrere Fluglinienbetreiber sowie Forschungsgesellschaften engagieren sich in der Erforschung und Erprobung von Biokerosin. Nach Auswertung von Testflügen kann Biokerosin nach dem Stand der Technik mindestens gleichwertig mit herkömmlichem Kerosin im Flugverkehr eingesetzt werden, so das Deutsche Zentrum für Luft- und Raumfahrt.
Ein erster Testflug mit Biokerosin auf der Grundlage von hydriertem Pflanzenöl (HVO) in der zivilen Luftfahrt fand im Januar 2009 durch die Air New Zealand statt. Die Fluggesellschaften Lufthansa und KLM setzen ab Mitte 2011 auf einigen Flügen im kommerziellen Passagierflug eine 50%ige Biokerosin-Mischung ein. Im September 2014 führte die Lufthansa den ersten europäischen Linienflug mit Biokerosin auf Zuckerbasis durch.
British Airways will im so genannten „Green Sky Project“ ab dem Jahr 2017 aus Londoner Abfall jährlich 50.000 (metrische) Tonnen Kerosin herstellen. Bei dem Verfahren des US-Unternehmens Solena Fuels wird Müll auf 3500 Grad erhitzt, um Synthesegas und anschließend Kerosin zu produzieren.
Eine EgyptAir Boeing 787-9 flog im Juli 2019 die weiteste Flugstrecke mit Biokerosin auf ihrem Auslieferungsflug von Seattle nach Kairo. Die Distanz betrug 10.973 km.
Im Mai 2021 flog ein Airbus A350 mit einem Gemisch aus Kerosin und 16 Prozent Biokraftstoff vom Pariser Flughafen Charles de Gaulle nach Montréal in Kanada. Es war der erste derartige Langstreckenflug der Air France.

## Bedeutung
Im Jahr 2012 wurde erwartet, dass Biokraftstoffe frühestens ab Anfang der 2020er Jahre wettbewerbsfähig sein können, wenn ihre Produktion günstiger und das bisher verwendete Kerosin deutlich teurer sein würde. Unter diesen Voraussetzungen könnten Biokraftstoffe 2050 einen Anteil von zehn Prozent am Treibstoffverbrauch des globalen Luftverkehrs haben. Das entspricht etwa der Menge der 2010 weltweit im Straßenverkehr verbrauchten Biokraftstoffe. Zu diesem Ergebnis kommt eine Studie des Imperial Colleges London, des Helmholtz-Zentrums für Umweltforschung (UFZ) und des Deutschen Biomasseforschungszentrums (DBFZ) im Auftrag der Internationalen Energieagentur IEA.
Biokerosin kann erheblich zur Reduzierung von Treibhausgasemissionen beitragen, wie Untersuchungen des Deutschen Biomasse-Forschungszentrums ergeben. Würde Biokerosin auf Basis von Eukalyptusholz genutzt, könnten 76 % der Emissionen gegenüber dem fossilen Kerosin eingespart werden, so das Ergebnis des nun vorgelegten Abschlussberichtes. Biokerosin auf Basis von Jatropha kann zwischen 28 und 33 Prozent einsparen.

## Kritik
Umweltorganisationen wie Rettet den Regenwald weisen darauf hin, dass Biokerosin weder zwangsläufig klimafreundlich noch sozialverträglich ist, wenn zum Anbau gerodete Regenwaldflächen verwendet werden oder der Anbau von Lebensmitteln verdrängt wird. Der Branchenforschungsverein AIREG erklärt demgegenüber, nur Kraftstoffe auf Basis von Pflanzenresten, Abfällen oder aus Nüssen von auch auf kargen Böden wachsenden Pflanzen wie Jatropha verwenden zu wollen, um Flächenkonkurrenz zu vermeiden. Der WWF und andere internationale zivilgesellschaftliche Organisationen wie der Natural Resources Defense Council unterstützen die nachhaltige Produktion von Biotreibstoffen.